# Grčarevec
Grčarevec (Grčarevec pri Logatcu) je gručasto  naselje v Občini Logatec. Nahaja se v Notranjskem podolju ob stari cesti med Planino in Kalcami (Ljubljana–Postojna), ob severozahodnem robu Planinskega polja, med Mesarjevim hribom (795 m) in Lanskim vrhom (582 m). Nad naseljem je pobočje Zagora z najvišjim vrhom tj. Volčji vrh (1058 m). V Grčarevcu se nahaja cerkev in objekt s prenočišči - B&B, mimo katerega poteka Logaška kolesarska transverzala. Kraj je ob delavnikih z Ljubljano preko Logatca in Vrhnike povezan z redno primestno avtobusno linijo Medkrajevni potniški promet (LPP).
Pod vasjo so občasni kraški izviri. K naselju sodita zaselka Grčarevski Vrh in Kališe pod vzpetino Gradišče (646 m). V okolici so številna brezna in jame, vključno s 100 m dolgo Kozjo jamo in več kot 100 m globokima breznoma Mesarjevo brezno in Kališnica, pa tudi Dolarjevo jamo, Gnezdovo brezno, Ovčje brezno in Kališevo jama (Kališka jama). Leta 1933 so v jami Dolar odkrili ostanke več volnatih nosorogov. 
V nemščini se ime kraja najpogosteje pojavi v obliki Gartscharuez. Uporabljala so se tudi naslednja imena: Garhereuz, Garzarjavitsh, Garzarjaviz, Garzarjoviz, Garzarjovitz, Gartschareutz, Gartschariuez, Gerzeriouiz, Gertschariovecz, Gertschariovez, Garzharevz ... Ko pa se je v cerkvenih matičnih knjigah v župniji Planina pri Rakeku začela pojavljati »moderna« slovenščina, je to naselje župnik ali kaplan zapisoval skozi čas kot: Garčarevec, Garčerevec, Garčerevc, Garčarjevec, Gerčarevec, Gerčarjevec, Grčarjevec. Nato je pri zadnjem zapisu odpadla črka j, s tem pa je »nastalo« današnje krajevno ime Grčarevec, ki se dandanes uporablja v uradnih dokumentih in na zemljevidih.
V osrčju naselja stoji cerkev posvečene sv. Luku, ki je bila zgrajena leta 1746. Poleg tega pa se pribl. 1,5 km vzhodno nahaja tudi opuščena cerkev sv. Jedrt. Tega sakralnega objekta (iz neznanega razloga) ni v registru nepremične kulturne dediščine.
V socialistični Jugoslaviji so v Gračrevec oz. njegovo bližino postavili več spomenikov, povezanih z NOB. Med njimi so:
Grobišče padlih borcev XI. hercegovske brigade (padlih leta 1945), pri Grčarevskem Vrhu. Pri grobišču je tudi zagrajen spomenik v velikost 1,5 krat 1 m, na vrhu pa stoji rdeča zvezda.
Leta 1957 so odkrili še spomenik padlim Hercegovcev partizanskih borce, pripadnikov IV. Jugoslovanske armade. Spomenik predstavlja kamnit steber, delno iz neobdelanega kamna in delno iz obdelanega, ki se iz kamnitega stebra nadaljuje v spuščajoči zid. Na spomeniku so napisne kamnite plošče, na katerih je popisanih 39 borcev, ki so padli na območju Grčarevca.
Tik pod Mesarjevim hribom je spominska plošča, namenjena aktivistu Francu Skvarču.
Pod Čokovim hribom pa naletimo še na spomenik poveljniku Dolomitskega odreda in terenskemu aktivistu Antonu Klučarju-Tončku, ki so ga okupatorjevi sodelavci maja 1944 na tem kraju (oz. v okolici 300 m) sprva mučili nato pa ubili.